# 電視人 (電視劇)
《電視人》（英語：Network）是香港麗的電視在1977年製作的時裝電視劇，全劇共45集，李兆熊監製並由陳振華、李司棋、李影、郭鋒、胡楓主演。本劇是麗的電視首部長篇劇集，以電視台三年間因人事變動而引發的連環鬥爭為故事主線。
此劇首播時與無綫電視長篇劇集《家變》及佳藝電視的《紅樓夢》在同一時段播放，劇集主題曲請來鍾玲玲主唱。

## 劇情
彩虹電視台(簡稱: RNT)是香港一個知名的電視台，但由於電視台的派系鬥爭，器材日益老化等因素而內外交困，漸漸進入虧損及失去廣告贊助支持等困境。
留學海外攻讀博士的楊泳萱（李司棋飾）休假返港探望患病父親楊啟榮（黃宗保飾） ，在陪同身為彩虹電視台總經理的父親視察台內工作時萌生投身電視事業的決心，遂中斷學業空降電視台任管理崗，不惜擱淺婚事，期待以一己之力為電視台扭虧為盈。
不料，電視台高層元老們保守的行事風格令泳萱倍感壓抑，同時，父親退休前欽點的接班人周展鵬（陳振華 飾）也經營勢力與泳萱明爭暗鬥。
楊泳萱雖一度成功出任總經理，但由於在美國的前男友宋寶明受了重傷，在身心俱疲之下辭任總經理一職，要到美國探望宋寶明，周展鵬在董事曾炳福的擁立下出任總經理，不過周展鵬漸漸面對困境，最後在曾炳福、趙振鋒（萬梓良飾）等董事的迫宮下，被迫辭去總經理一職，由趙振鋒繼任。
故事的結局，為周展鵬以自己的經驗力勸信心滿滿的趙振鋒，趙振鋒聲言會以楊泳萱與周展鵬作前車之鑑，周展鵬黯然離開電視台作結。

## 演員表
- 陳振華 飾 周展鵬
- 李司棋 飾 楊泳萱
- 李　影 飾 陸婉雯
- 郭　鋒 飾 王家聰
- 胡　楓 飾 程文祖
- 王　偉 飾 何彼得
- 羅石青 飾 丁　華
- 梁雪薇 飾 林晶晶
- 黃宗保 飾 楊啟榮
- 陸柱石 飾 張織鑑
- 林錦堂 飾 蕭志雲
- 馮　真 飾 秦　敏
- 張惠儀 飾 郭美萍
- 萬梓良 飾 趙振鋒
- 陳中堅 飾 陸耀棠
- 林國雄 飾 鍾　仔
- 盧愛蓮 飾 綉　明
- 許紹雄 飾 余偉凡
- 劉香萍 飾 愛　薇
- 倫志文 飾 阿　蘭
- 司馬華龍 飾 董岐
- 鄭君綿 飾 毛樹煌
- 蕭山仁 飾 陳富仁
- 周麗娟 飾 沈　娟
- 許英秀 飾 炳　叔
- 李壽祺 飾 柳　叔
- 岑仲文 飾 超　叔
- 區　嶽 飾 老　叔
- 李月清 飾 英　姑
- 盧雨岐 飾 張仲和
- 凌文海 飾 楊大偉
- 吳有昇 飾 楊保羅
- 關偉倫 飾 宋寶明
- 粱樹培 飾 朱　仔
- 文千歲 飾 米　高
- 陳曙光 飾 胡國威
- 譚一清 飾 譚志輝
- 李　亨 飾 曾炳福
- 林司聰 飾 阿　麗
- 梁國詠 飾 貝　蒂
- 徐　意 飾 華　姐
- 鄭文霞 飾 蓉　姐
- 姚秀鈴 飾 記者甲
- 陳志成 飾 記者乙
- 謝依齡 飾 范繼梅
- 張美璉 飾 Mildred
- 程宜薇 飾 麗　莎
- 伍永森 飾 莊威廉
- 朱德惠 飾 上官青雲
- 盧維昌 飾 力　奇
- 黃曼梨 飾 楊　太
- 容守怡 飾 曾　太
- 張　帆 飾 尤經理
- 艾　迪 飾 辰星宣傳主任
- 曾永強 飾 辰星總經理

## 軼事
由於李司棋在拍攝此劇期間重返無綫電視，故需要臨時更改劇本安排李司棋飾演的電視台高層楊泳萱前往外國探望男友，離開電視界。

## 重播
此劇於2014年9月至10月期間在亞洲電視頻道「歲月留聲」重播。重組後的亞洲電視數碼媒體也將本劇放在點播區供會員付費觀看，2021年3月起，亞視將本劇上載至旗下官方YouTube頻道內，並可免費觀賞，且每集保留原裝帶有前麗的電視標誌及「麗的電視彩色製作」八字之片尾。